# Ji Young-jun
 (août 2011).
Si vous disposez d'ouvrages ou d'articles de référence ou si vous connaissez des sites web de qualité traitant du thème abordé ici, merci de compléter l'article en donnant les références utiles à sa vérifiabilité et en les liant à la section « Notes et références ».
Dans ce nom, le nom de famille précède le nom personnel.
Ji Young-jun (né le 15 octobre 1981 à Séoul) est un athlète sud-coréen, spécialiste du fond et du marathon.
Il mesure 1,73 m pour 62 kg. Son meilleur marathon est celui du premier marathon de Daegu, en 2 h 8 min 30 s, couru le 12 avril 2009.
Il a terminé 52e lors des mondiaux de Paris Saint-Denis en 2003 et 17e des Jeux olympiques d’Athènes l’année suivante. Il a participé aux mondiaux de Berlin sans terminer sa course. 